# Выдубичи (станция метро)
«Вы́дубичи» (укр. «Ви́дубичі»,  (слушать)о файле) — 33-я станция Киевского метрополитена. Расположена в Голосеевском  районе города Киева, на Сырецко-Печерской линии между станциями «Зверинецкая» и «Славутич». Открыта 30 декабря 1991 года.

При строительстве имела проектное название «Надднепрянское шоссе», затем «Надднепрянская». Переименована по расположенной неподалёку исторической местности Выдубичи. Пассажиропоток — 36,0 тысяч чел./сутки.

## Конструкция
Колонная станция мелкого заложения, подземный зал с островной посадочной платформой. Своды зала опираются на два ряда колонн. Зал станции с двух сторон соединён с выходами в подземные вестибюли. Один из них выходит в подземный переход под транспортной развязкой, а другой — к автостанции «Выдубичи», железнодорожным платформам Выдубичи и Выдубичи-Трипольские. Наземные вестибюли отсутствуют.

## Оформление
Колонны станции облицованы белым мрамором, путевые стены ― светло-бежевым мрамором. На путевых стенах и в вестибюлях станции размещены ромбовидные панно на растительную и народную тематику. Названия станции выполнены из объемных букв шрифтом, стилизованным под старинный.
Потолок составлен металлическими сегментами; над платформами установлены световые линии из встроенных светильников. В кессонах перекрытия размещены алюминиевые пирамидальные конструкции, анодированные под золото.
В июле 2001 года в связи с возросшими пассажиропотоками из-за создания пересадочного узла на станции открыт второй выход. До этого времени он был построен лишь в конструкциях и закрыт фальшстеной.

## Изображения

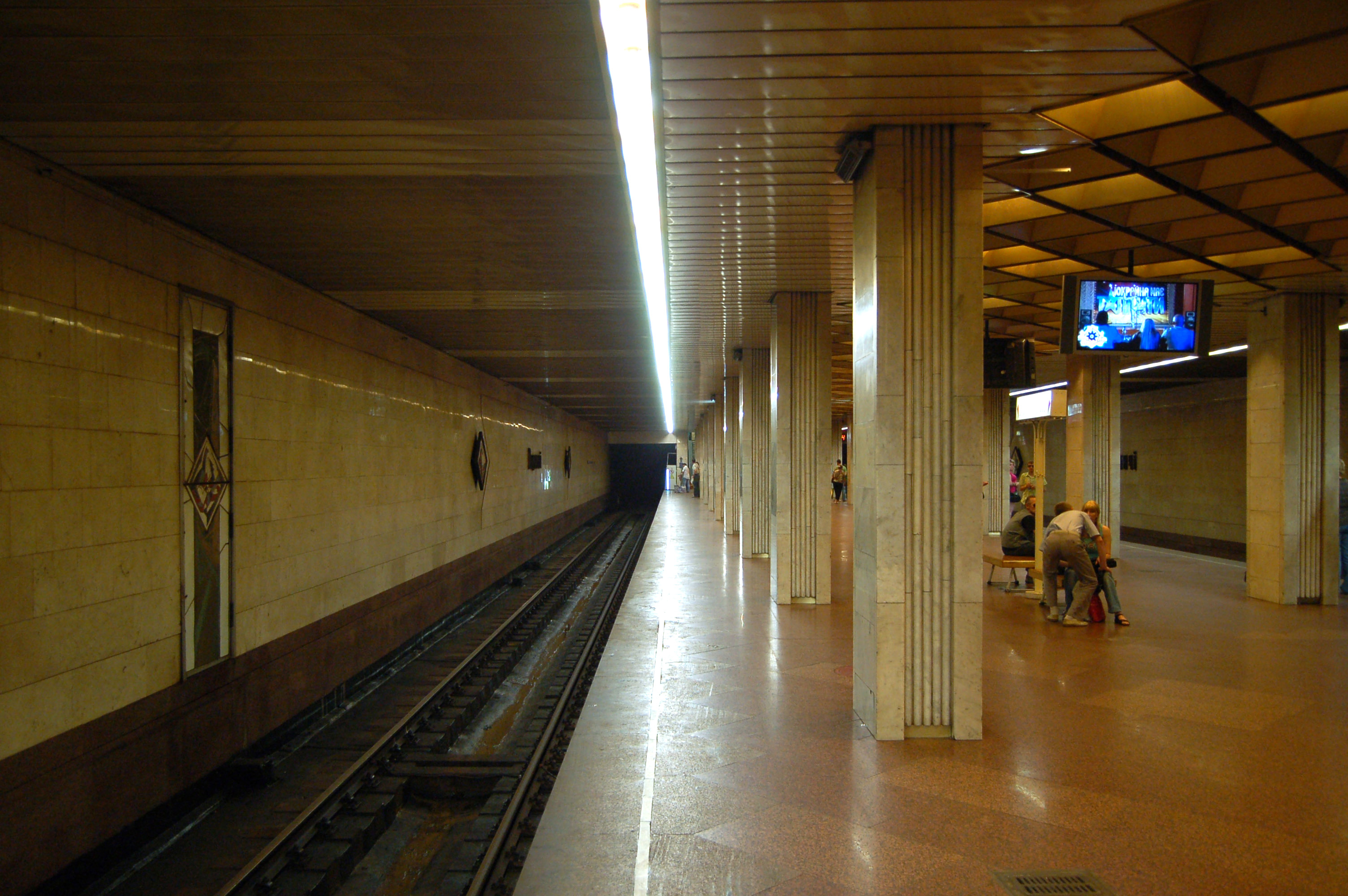
Посадочная платформа
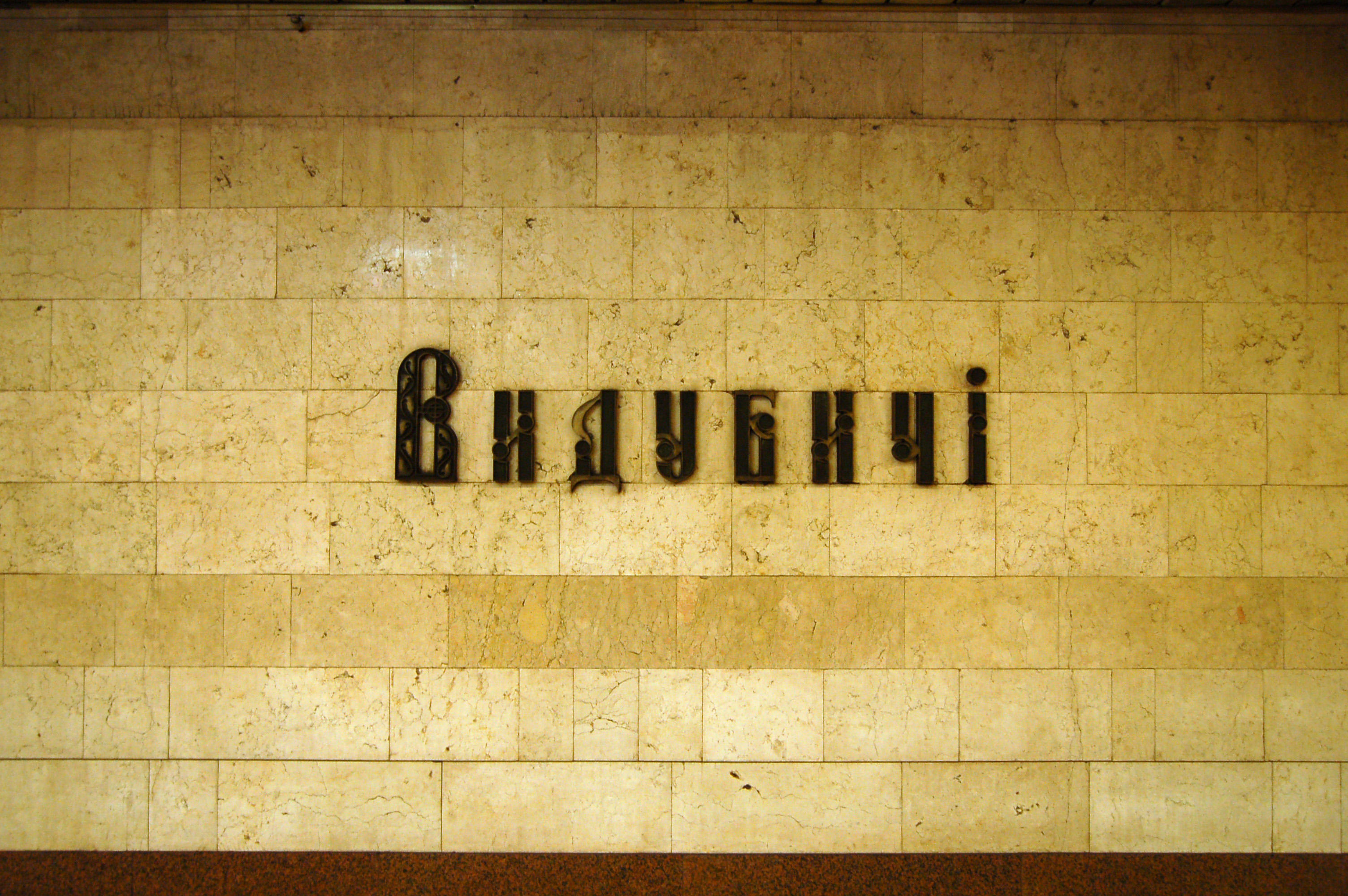
Название станции на путевой стене
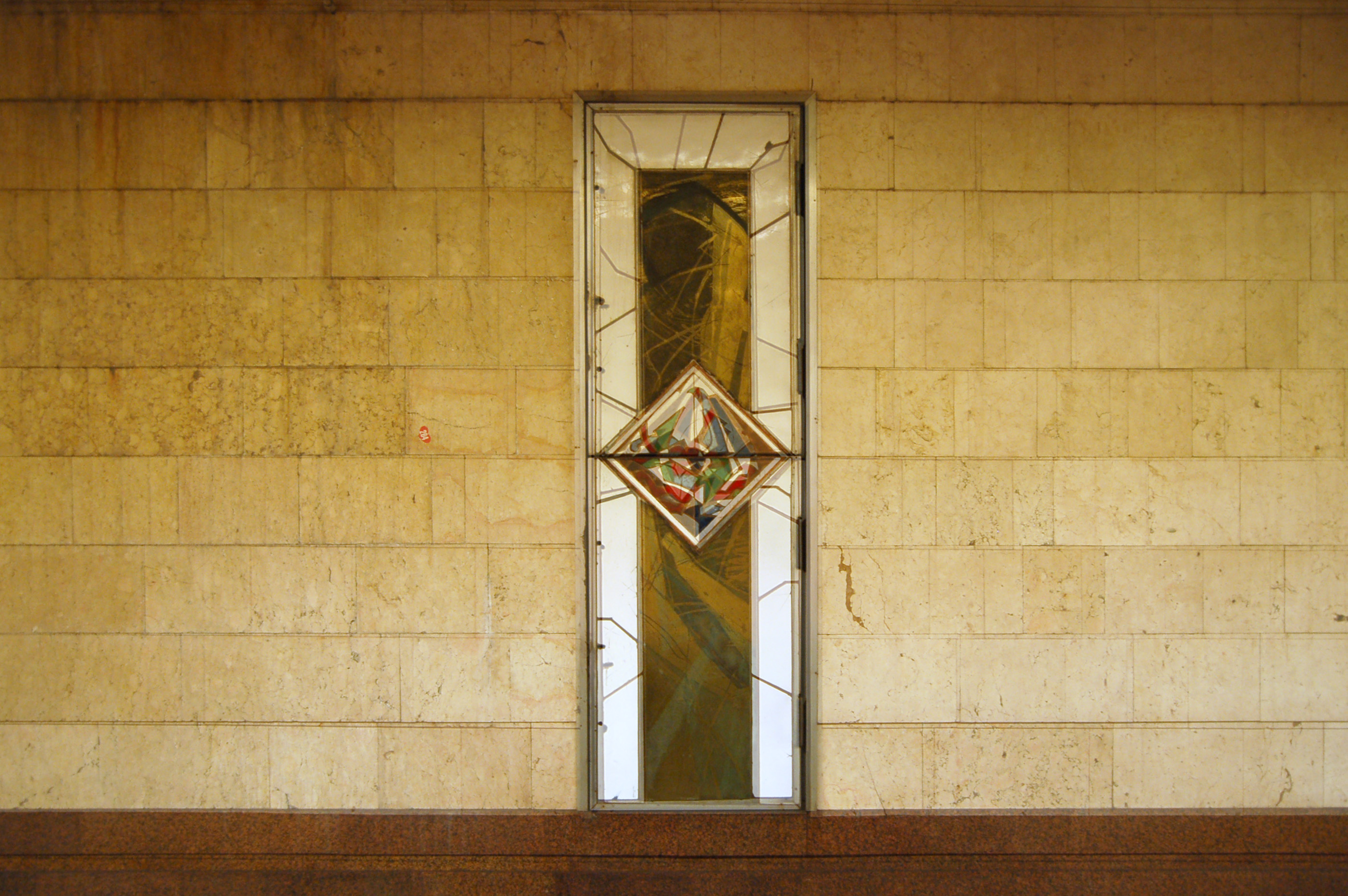
Дверца на путевой стене
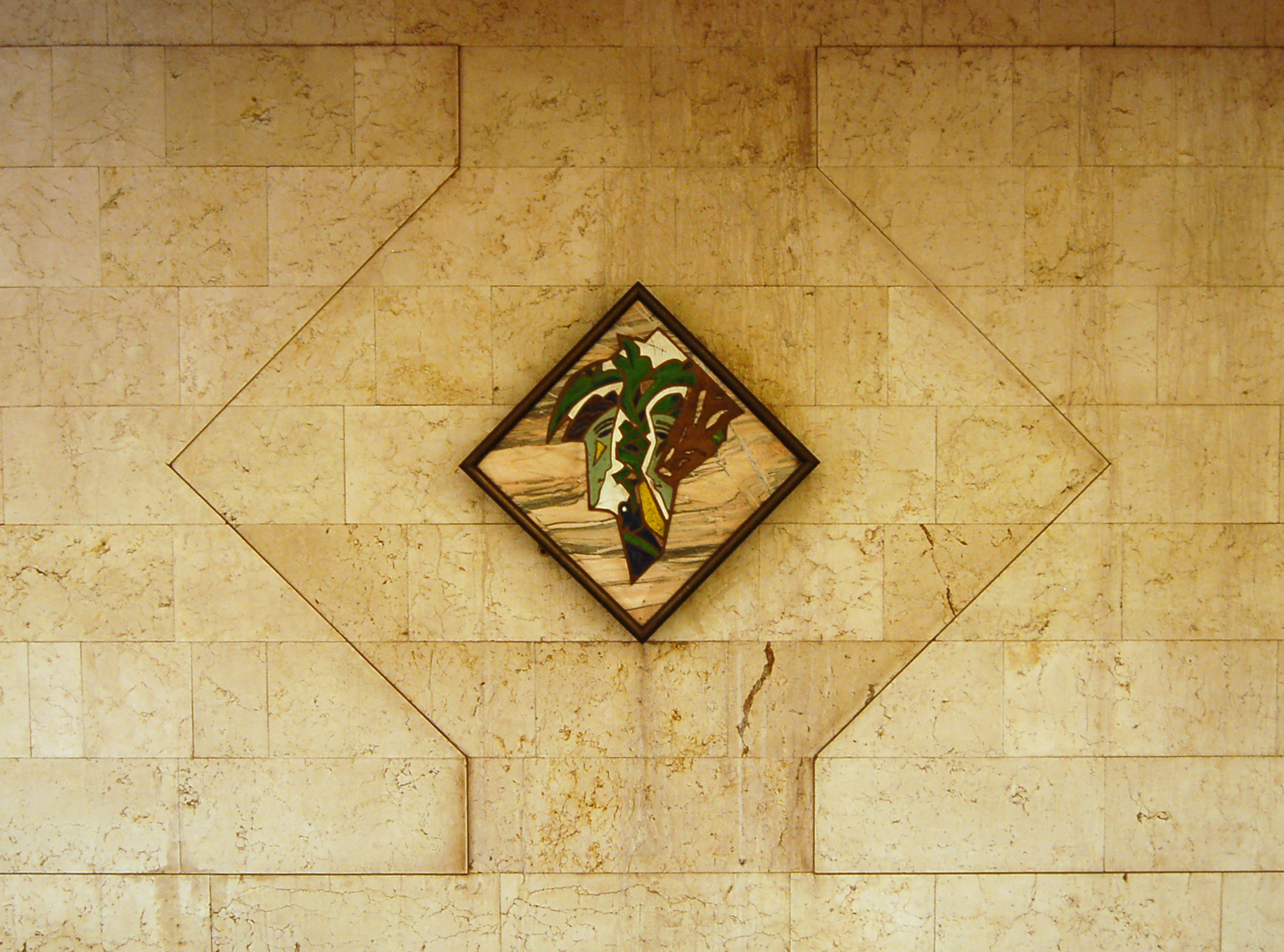
Декоративное панно на путевой стене
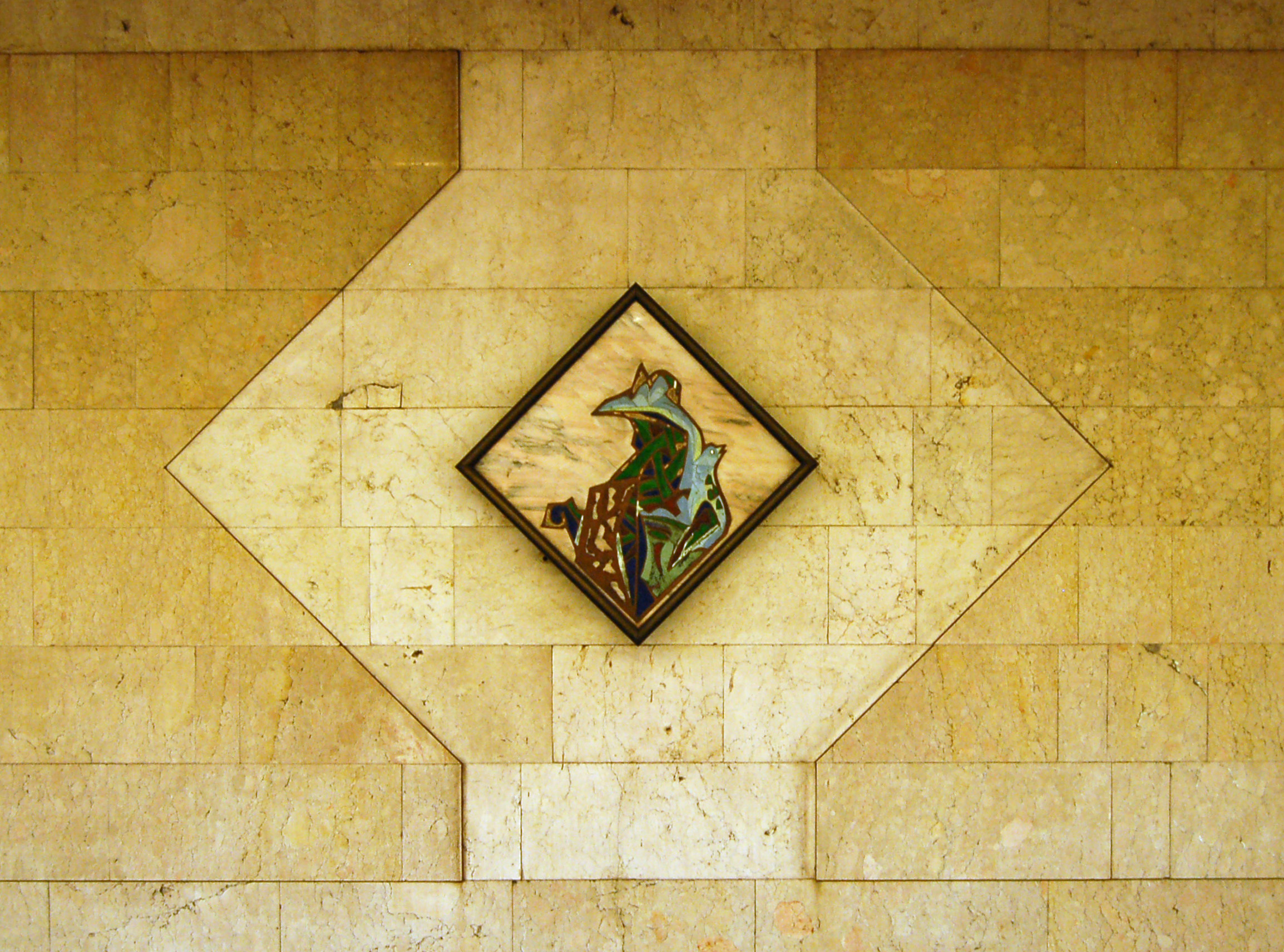
Декоративное панно на путевой стене

## Режим работы
Открытие — 5:42, закрытие — 0:11
Отправление первого поезда в направлении:

ст. «Красный Хутор» — 5:58

ст. «Сырец» — 5:51
Отправление последнего поезда в направлении:

ст. «Красный Хутор» — 0:25

ст. «Сырец» — 0:20